# Феодор (Меимарис)
Митрополит Феодор (греч. Μητροπολίτης Θεόδωρος Μεϊμάρης; род. 1 марта 1979, Ираклион) — архиерей Константинопольской православной церкви, митрополит Селевкийский (с 2023).

## Биография
Окончил богословский институт Афинского университета. В 2004—2005 годах учился в аспирантуре Женевского университета и Экуменического института Боссэ по специальности межхристианские отношения. В 2011 году получил докторскую степень в области современной церковной истории в Салоникийском университете.
18 апреля 2003 года в монастыре Ангарафу был пострижен в монашество. 19 апреля 2003 года митрополитом Андреем (Нанакисом) был хиротонисан во иеродиакона. С августа 2005 года служил в качестве диакона в патриаршем Георгиевском соборе на Фанаре. С 2011 года — третий диакон, с 2014 года — второй.
21 октября 2017 года патриархом Константинопольским Варфоломеем был возведён в достоинство великого архидиакона.
21 марта 2021 года патриархом Константинопольским Варфоломеем был хиротонисан во пресвитера и возведён в достоинство Великого протосинкелла.
Был секретарём Международного богословского диалога между Православной церковью и Всемирной лютеранской федерацией, а также Форума диалога Православной церкви и Совета европейских епископальных ассамблей Римско-католической церкви, представляя при этом Вселенский Патриархат в Комиссии по образованию и экуменическому образованию Всемирного совета церквей.
18 декабря 2023 года Священным синодом Константинопольского патриархата был избран для рукоположения в сан митрополита Селевкийского.
25 декабря 2023 года в патриаршем соборе Святого Георгия был хиротонисан во епископский сан из возведением в сан митрополита. Хиротонию совершили: Патриарх Константинопольский Варфоломей, старец-митрополит Халкидонский Эммануил (Адамакис), митрополит Филадельфийский Мелитон (Карас), митрополит Мириофиский и Перистасейский Ириней (Иоаннидис), митрополит Мирликийский Хризостом (Калаидзис), митрополит Иконийский Феолипт (Фенерлис), митрополит Гвинейский Георгий (Владимиру) (Александрийский патриархат), митрополит Аркалохорийский, Кастелийский и Вианнский Андрей (Нанакис), архиепископ Анфидонский Нектарий (Селалмадзидис) (Иерусалимский патриархат), митрополит Писидийский Иов (Геча), митрополит Саранда-Экклисийский Андрей (Софианопулос) и митрополит Прусский Иоаким (Биллис).